# Ludwig Christian Wiener
Ludwig Christian Wiener (Darmstadt, 7 de diciembre de 1826 - Karlsruhe, 31 de julio de 1896) fue un matemático, físico y filósofo alemán especializado en geometría descriptiva. En 1863, fue uno de los primeros en señalar que el movimiento browniano era causado por el movimiento interno del fluido.

## Publicaciones selectas
- Lehrbuch der darstellenden Geometrie, 2 vols. Teubner, Leipzig 1884, 1887
- Die ersten Sätze der Erkenntniß, insbesondere das Gesetz der Ursächlichkeit und die Wirklichkeit der Außenwelt, Berlín, Lüderitz 1874
- Die Freiheit des Willens, Darmstadt, Brill 1894
- Die Grundzüge der Weltordnung, Leipzig, Winter 1863
- Über Vielecke und Vielflache, Teubner 1864